# O'Moore Park
 (mars 2025).
Si vous disposez d'ouvrages ou d'articles de référence ou si vous connaissez des sites web de qualité traitant du thème abordé ici, merci de compléter l'article en donnant les références utiles à sa vérifiabilité et en les liant à la section « Notes et références ».
O'Moore Park est le principal stade de sports gaélique du comté de Laois en Irlande. Il est localisé dans la ville de Portlaoise et possède une capacité d’accueil de 27 000 places. 
O'Moore Park est le troisième plus grand stade de la province du Leinster après Croke Park et l’Aviva Stadium tous deux situés à Dublin.